# Pięćmorgi
Pięćmorgi (niem. Fünfmorgen) – wieś w Polsce położona w województwie kujawsko-pomorskim, w powiecie świeckim, w gminie Jeżewo.
W latach 1975–1998 miejscowość administracyjnie należała do województwa bydgoskiego. Według Narodowego Spisu Powszechnego (III 2011 r.) liczyła 111 mieszkańców. Jest szesnastą co do wielkości miejscowością gminy Jeżewo.

## Historia
Pięćmorgi to kociewska wieś. Pierwsza historyczna nazwa pochodzi z lat czterdziestych XIX wieku i została zapisana jako Fünfmorgen (język niemiecki). Następne to: Fünfmorgen, Pięćmorg (1886 r.), Pięćmorgów (1920 r.), Pięćmorgi (1928 r.). Nazwa wsi jest złożeniem kulturowym z liczebnikiem "pięć" w pierwszym członie i rzeczownikiem "morg" - mórg (miara powierzchni). Nazwa jest traktowana jako kalka nazwy niemieckiej.
Początki wsi wiążą się z reformą agrarną, którą władze pruskie na terenie dzisiejszej gminy Jeżewo prowadziły przez kilkadziesiąt lat od 1820 r. Rejon Pięćmorgów (lasy) do czasu reform należał do dóbr lipieńskich Sasa-Jaworskiego. W 1823 r. część dóbr została rozparcelowana. Wtedy powstała wieś Johannisberg (Janowa Góra) - dziś to część Pięćmorgów położona wzdłuż szosy na Rulewo, po jej lewej i prawej stronie oraz nad jeziorami: Krokwiki Małe i Krokwiki Wielkie. W latach trzydziestych XIX stulecia zaczęła się rozwijać osada Fünfmorgen - dziś teren po lewej stronie szosy do Rulewa, sięgający do strug: Krępa i Sinowa. W połowie XIX wieku wsie Janowa Góra i Pięćmorgi były wsiami o charakterze rolniczym. Zagrody wiejskie (5 morgowe tj. ok. 1,25 ha) były rozrzucone wzdłuż jezior i cieków wodnych. W wyniku dynamicznego rozwoju osady Pięćmorgi władze niemieckie w 1891 r. nadały wsi status gminy. Tak więc na przełomie XIX/XX wieku dla określenia obu osad - Janowa Góra i Pięćmorgi zaczęto oficjalnie stosować nazwę Pięćmorgi.
Pierwsze informacje o obszarze wsi pochodzą z 1921 r. i podają, iż wieś liczyła 192 ha. Pierwsze dane liczbowe o mieszkańcach wsi pochodzą z 1848 r.i podają, że w Janowej Górze żyło 325 mieszkańców, a w Pięćmorgach 15 ludzi. W 1904 r. gminę Pięćmorgi zamieszkiwało 599 osób, w 1921 r. - 445 osób. Wieś Pięćmorgi w rejonie Jeżewa wyróżniała się polskim i katolickim charakterem - w 1885 r. w Janowej Górze i Pięćmorgach do katolicyzmu, a więc zapewne do polskości przyznawało się 559 osób, ewangelikami było 8 osób, wyznawcami judaizmu - 3 osoby. W 1840 r. we wsi otwarto jednoklasową szkołę, do której w 1859 r. uczęszczały dzieci z Janowej Góry, Pięćmorgów, Długoleszcza, Wymysłowa i Brzozowego Mostu. W 1905 r. w Pięćmorgach postawiono nowy, murowany budynek szkolny, który przetrwał do dziś (obecnie pełni funkcje mieszkaniowe).